# Sainte-Colombe-sur-l’Hers
Sainte-Colombe-sur-l’Hers (okzitanisch Santa Colomba d’Ers) ist eine französische Gemeinde mit 444 Einwohnern (Stand 1. Januar 2022) im Département Aude in der Region Okzitanien (vor 2016 Languedoc-Roussillon). Sie gehört zum Arrondissement Limoux und zum Kanton La Haute-Vallée de l’Aude. Die Einwohner werden Sainte-Colombiens genannt.

## Geographie
Sainte-Colombe-sur-l’Hers liegt etwa 50 Kilometer südwestlich von Carcassonne am Hers-Vif. 
Nachbargemeinden sind Montbel im Norden, Rivel im Osten, Lesparrou im Süden sowie Le Peyrat im Westen.

## Bevölkerungsentwicklung
| Jahr                       | 1962 | 1968 | 1975 | 1982 | 1990 | 1999 | 2006 | 2019 |
| -------------------------- | ---- | ---- | ---- | ---- | ---- | ---- | ---- | ---- |
| Einwohner                  | 711  | 603  | 544  | 534  | 530  | 539  | 511  | 436  |
| Quellen: Cassini und INSEE |      |      |      |      |      |      |      |      |

## Sehenswürdigkeiten

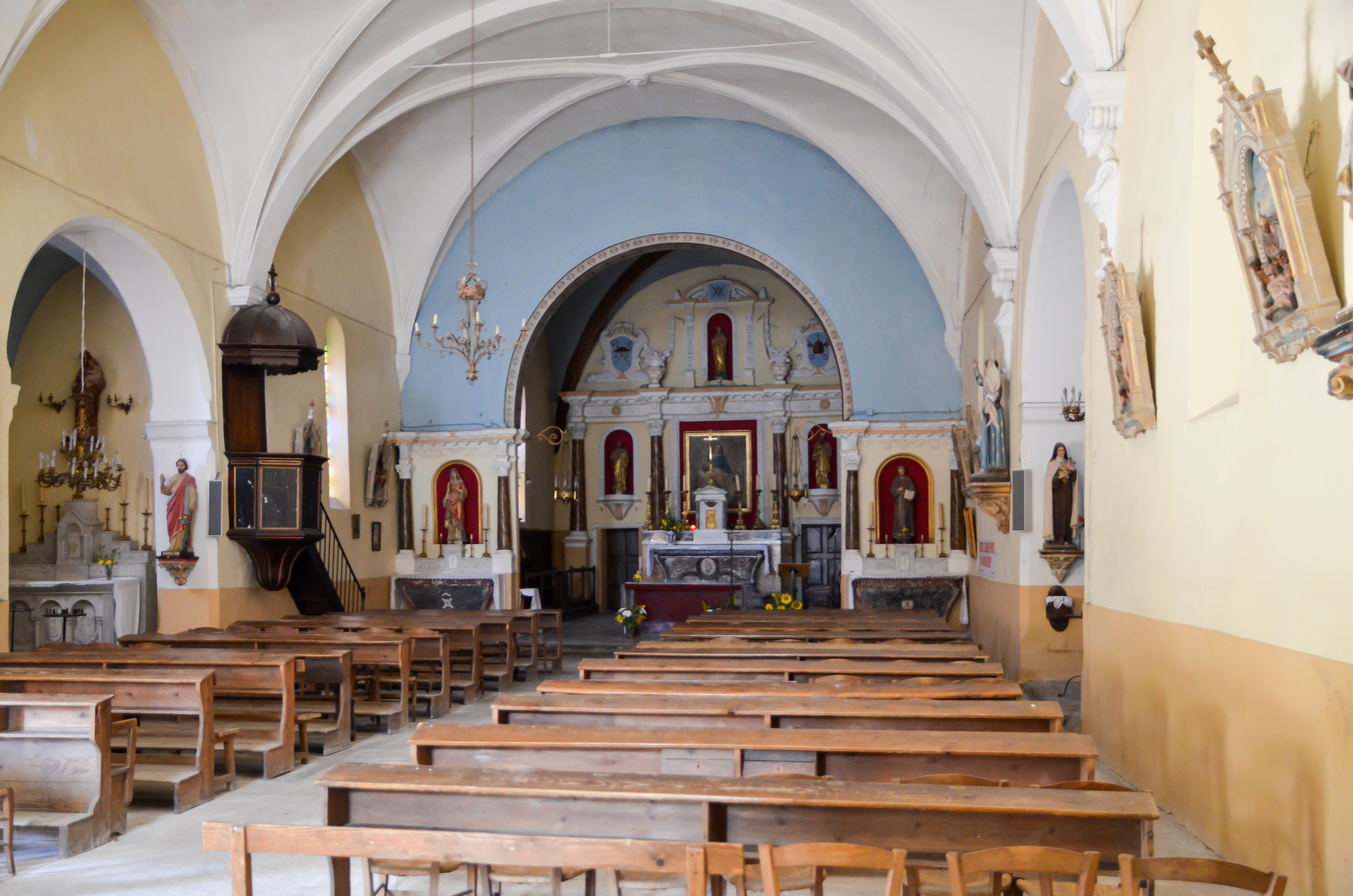
Kirche Sainte-Colombe

- Kirche Sainte-Colombe